# Interventismo di sinistra
Con interventismo di sinistra si intende quella parte del movimento interventista progressista di varie matrici (repubblicana, mazziniana, social-riformista, socialista democratica, socialista dissidente, rivoluzionaria) che vedeva nella Grande Guerra l'occasione storica, sia per il completamento dell'Unità e sia per la palingenesi del sistema politico italiano e dell'organizzazione del sistema economico, giuridico e sociale, quindi un profondo cambiamento.

## Storia

Filippo Corridoni con Mussolini durante una manifestazione interventista del 1915 a Milano

Il termine di una manifestazione interventista. Al centro si scorge Filippo Corridoni

Mussolini mentre viene arrestato a Roma l'11 aprile 1915 dopo un comizio a favore dell'interventismo dell'Italia nella guerra

### Interventismo rivoluzionario
L'interventismo rivoluzionario ebbe origine da un processo di autocritica interna realizzato da una parte consistente del movimento sindacalista rivoluzionario che, dopo il fallimento della Settimana rossa del giugno 1914, dette luogo ad un'evoluzione teorica del proprio pensiero.
Nelle settimane successive Alceste de Ambris si dichiarò favorevole all'entrata dell'Italia nella Grande Guerra a fianco della Francia, fatto che gli costerà l'espulsione dall'Unione Sindacale Italiana (USI). Ciò portò prima alla contemporanea fuoriuscita volontaria dall'USI, capeggiata dall'anarchico neutralista ed internazionalista Armando Borghi, anche della forte sezione milanese, guidata da Filippo Corridoni, e poi all'espulsione di tutte le sezioni interventiste. Queste andarono a congiungersi con l'interventismo futurista, che già con Filippo Tommaso Marinetti e Umberto Boccioni creava disordini nelle piazze.
Il 5 ottobre Angelo Oliviero Olivetti crea i Fasci Rivoluzionari d'Azione Interventista, nel quale confluirono tutti i movimenti dell'area, e contestualmente venne promosso un Manifesto, programma politico a sostegno dell'interventismo rivoluzionario. Il movimento si proponeva quindi di operare una forte critica nei confronti del partito socialista e della sua posizione neutralista, considerato il mancato appoggio alla guerra come una mancanza di prospettiva politica e di reazionarismo nei confronti della storia in movimento. La Grande Guerra era infatti vista come un'opportunità storica da sfruttare, una coincidenza storica che avrebbe potuto fungere da catalizzatore per le spinte rivoluzionarie del popolo italiano che, forgiate dall'esperienza bellica (la Trincerocrazia appunto), dovrebbero prendere coscienza del proprio potenziale rovesciando i poteri costituiti dello Stato. In conclusione gli interventisti rivoluzionari sostenevano che, se il popolo non trovava dentro di sé la scintilla per far esplodere il cambiamento, questa avrebbe dovuto essere un fattore esterno, la guerra appunto..
Il 18 ottobre dello stesso anno Benito Mussolini, direttore del quotidiano ufficiale del partito socialista Avanti! e fino ad allora sostenitore della neutralità italiana come da direttive di partito, pubblicò in terza pagina un articolo in cui sostenne che il mantenimento della linea di neutralità avrebbe ghettizzato il movimento, relegandolo in posizione subalterna. Egli proponeva perciò di armare il popolo per la guerra e, una volta essa terminata, rivolgersi contro le strutture dello Stato liberale e borghese, dando luogo alla Rivoluzione e al trionfo del socialismo. Ciò costò l'allontanamento dal giornale a Mussolini (20 ottobre 1914) che, nemmeno un mese dopo esce con la prima copia di un nuovo quotidiano da lui fondato, il Popolo d'Italia, dalla linea fortemente interventista, guadagnandosi inoltre il 29 novembre l'espulsione dal partito socialista a causa delle sue provocazioni nei confronti dei compagni. Il 14 novembre 1914, in un articolo intitolato Audacia, aveva scritto sulle colonne del nuovo giornale: «Oggi - io lo grido forte - la propaganda antiguerresca è la propaganda della vigliaccheria. Ha fortuna perché vellica ed esaspera l'istinto della conservazione individuale. Ma per ciò stesso è una propaganda antirivoluzionaria … E riprendendo la marcia è a voi, giovani d'Italia; giovani delle officine e degli atenei; giovani d'anni e giovani di spirito; giovani che appartenete alla generazione cui il destino ha commesso di fare la storia; è a voi che io lancio il mio grido augurale, sicuro che avrà nelle vostre file una vasta risonanza di echi e di simpatie [...] “Guerra”».  Sotto l'influsso di Mussolini e di Gaetano Salvemini l'allora studente universitario socialista Antonio Gramsci scriverà un articolo sul settimanale socialista di Torino Il Grido del Popolo il 31 ottobre 1914 dal titolo Neutralità attiva e operante con il quale anch'esso si discosterà dalla linea ufficiale del partito e che spaccherà le file dei giovani socialisti torinesi. Anche il socialista Palmiro Togliatti si arruolerà volontario nell'esercito per partecipare ai combattimenti.
Tra il 24 ed il 25 gennaio 1915 vennero fondati, alla presenza tra gli altri di Filippo Corridoni e Benito Mussolini, i Fasci d'Azione Rivoluzionaria. Fu in questo anno che numerosi interventisti rivoluzionari vennero chiamati alle armi, tra cui Corridoni e Mussolini stessi. Il primo troverà la propria morte in trincea, assaltando le linee austriache sul Carso; il secondo, anch'egli assegnato alla prima linea, pubblicherà quotidianamente un diario dal fronte, nel quale racconterà la vita nelle trincee di guerra. Tornato nelle vesti di civile, Mussolini modificò il titolo del Popolo d'Italia da "Quotidiano socialista" in "Quotidiano dei combattenti e dei produttori" e pubblicò un forte articolo (in dicembre) intitolato Trincerocrazia, in cui rivendicava per i reduci delle trincee il diritto di governare l'Italia post-bellica e prefigurava i combattenti della Grande Guerra come l'aristocrazia di domani ed il nucleo centrale di una nuova classe dirigente.

### Interventismo democratico
I socialisti riformisti Gaetano Salvemini, Leonida Bissolati e Carlo Rosselli furono invece le voci del fronte definito interventismo democratico: propugnarono un'alleanza democratica tra l'Italia e le popolazioni oppresse dall'Impero Austro-Ungarico per la liberazione reciproca; Salvemini pensava che: «la vittoria della Germania sulla Francia sarebbe considerata come la prova della incapacità della democrazia a vivere libera accanto ai regimi politici autoritari, e scatenerebbe su tutta l'Europa i danni e le vergogne di una lunga reazione antidemocratica». L'irredentismo e gli ideali del Risorgimento si dilatavano nelle pagine di Salvemini, sulle colonne de L'Unità, fino a coincidere con la difesa della civiltà democratica in contrapposizione alla cultura autoritaria impersonata dagli Imperi Centrali. Argomentazioni simili accomunavano al fronte democratico interventista anche i socialisti Ugo Guido e Rodolfo Mondolfo.
Pietro Nenni, amico di lungo corso di Mussolini, sposerà la battaglia interventista ma partendo da premesse diverse, essendo, all'epoca, repubblicano. Dirà in seguito: «Fui d'accordo con Mussolini nella battaglia interventista, anche se mosso da premesse diverse: per me, di formazione popolaresca, garibaldina e mazziniana, quella era l'ultima guerra del Risorgimento per completare l'unità d'Italia. Per Mussolini era invece una guerra rivoluzionaria e un'operazione di politica interna per il potere». Per coerenza, anche il giovane Nenni partì poi volontario e una sua fotografia celebrativa fu riportata sul Popolo d'Italia.

## Personaggi di spicco
- Alberto Acquacalda
- Vincenzo Baldazzi
- Cesare Battisti
- Camillo Bellieni
- Michele Bianchi
- Leonida Bissolati
- Ivanoe Bonomi
- Piero Calamandrei
- Filippo Corridoni
- Alceste de Ambris
- Attilio Deffenu
- Aldo Eluisi
- Roberto Farinacci
- Gabriele Foschiatti
- Antonio Gramsci

- Emilio Lussu
- Ercole Miani
- Rodolfo Mondolfo
- Ugo Guido Mondolfo
- Benito Mussolini
- Pietro Nenni
- Vittorio Picelli
- Carlo Rosselli
- Ernesto Rossi
- Gaetano Salvemini
- Nazario Sauro
- Carlo Sforza
- Palmiro Togliatti